# Кушнеревич, Матеуш
Матеуш Кушнеревич (пол. Mateusz Kusznierewicz, род. 29 апреля 1975 года, Варшава) — польский яхтсмен, выступавший в классах «Финн» и «Звёздный»; чемпион летних Олимпийских игр 1996 года и бронзовый призёр Олимпийских игр 2004 года.

## Биография

### Спортивная карьера
Матеуш начал заниматься парусным спортом в возрасте 9 лет, его первой яхтой стало судно «Оптимист» из Польского яхт-клуба в Варшаве. Первым его значительным успехом на международной арене стала победа на чемпионате мира среди юниоров в классе OK-Dinghy в 1990 году. В 1992 году он дебютировал в классе «Финн», а с 2005 года выступал и в классе «Звёздный». Класс «Финн» принёс ему золотую медаль Олимпиады в Атланте и бронзовую медаль Олимпиады в Афинах, две золотые медали чемпионата мира в классе «Финн» (1998 и 2000), три серебряные медали чемпионата мира (1999, 2001 и 2002), а также два титула чемпиона Европы (2000, 2004). Более 30 раз Матеуш побеждал в регатах Кубка мира. Со временем он начал выступать в классе «Звёздный»: в 2008 году с Домиником Жицким он выиграл титул чемпиона мира в классе «Звёздный», а в 2012 — титул чемпиона Европы. Он является 10-кратным чемпионом Польши в классе «Финн» и 3-кратным в классе «Звёздный». Выступал за Варшаву и Гданьск. После Олимпиады-2012 он завершил свою карьеру спортсмена-олимпийца, но не ушёл из спорта. В конце 2013 года он стартовал дебютировал в престижной регате Star Sailors League с Домиником Жицким и завоевал серебряную медаль.
Парусник, благодаря которому Кушнеревич завоевал титул олимпийского чемпиона, был разработан ведущими учёными-аэродинамиками Варшавской политехники во главе с профессором Кжиштофом Кубриньским.

### Бизнес и благотворительность
В июле 2009 года Кушнеревич был назначен президентом Гданьска Павлом Адамовичем послом города Гданьск по морским делам. В апреле 2013 года возглавил Гданьский фонд, занявшись популяризацией парусного спорта — так в Гданьске открылась Программа морского обучения и была организована парусная гонка «Янтарный кубок Нептуна». Кушнеревич является также руководителем комитета по организации гонок Baltic Sail в Гданьске, основателем фонда Navigare и программы развития талантов «Rozwijamy Talenty i Spełniamy Marzenia». Как бизнесмен он читает лекции на тему «Курс успеха», занимается туристической деятельностью в компании «Akademia Kusznierewicza» и издаёт одноимённый журнал. В 2014 году он создал авторский проект Zoom.me — оригинальный дизайн цифровой фоторамки. Является соинвестором фирмы «Eventory».

### Личная жизнь
Женат, воспитывает двоих детей. Увлекается гольфом, в ноябре 2013 года получил награду 20-летия Польского союза гольфа как посол этого вида спорта в Польше. Входил в комитет поддержки Бронислава Коморовского перед президентскими выборами 2015 года.

## Награды

### Спортивные
- Чемпион Олимпийских игр: 1996
- Бронзовый призёр Олимпийских игр: 2004
- Чемпион мира (класс «Финн»): 1998, 2000
- Чемпион мира (класс «Звёздный»): 2008
- Чемпион Европы (класс «Финн»): 2000, 2004
- Чемпион Европы (класс «Звёздный»): 2012
- Яхтсмен года по версии ISAF: 1999

### Вне спорта
- Кавалер ордена Возрождения Польши V и IV степеней